# Rio Chu
O rio Chu (também trasliterado como Chui ou Chuy) (em russo:  Чу; em 
kikongo: Чүй; em cazaque:  Шу) é um rio do norte do Quirguistão e sul do Cazaquistão. Tem cerca de 1067 km de comprimento, sendo um dos mais longos rios do Quirguistão.
Nasce na confluência dos rios Joon Aryk e Kochkor. No vale do Chu forma a fronteira Cazaquistão-Quirguistão em mais de 100 km. Entra então no Cazaquistão, onde, como outros rios que drenam o norte do Quirguistão, finalmente desaparece na estepe, no sistema de lagos Akjaykyn.
O rio dá nome à província de Chuy, que é a região mais setentrional do país, bem como à mais populosa região administrativa do Quirguistão.
A área pela qual este rio corre foi originalmente o lugar dos soguedianos iranianos que falavam sogudiano, uma língua oriental iraniana. Durante a Idade Média teve grande importância estratégica.

## Galeria de imagens

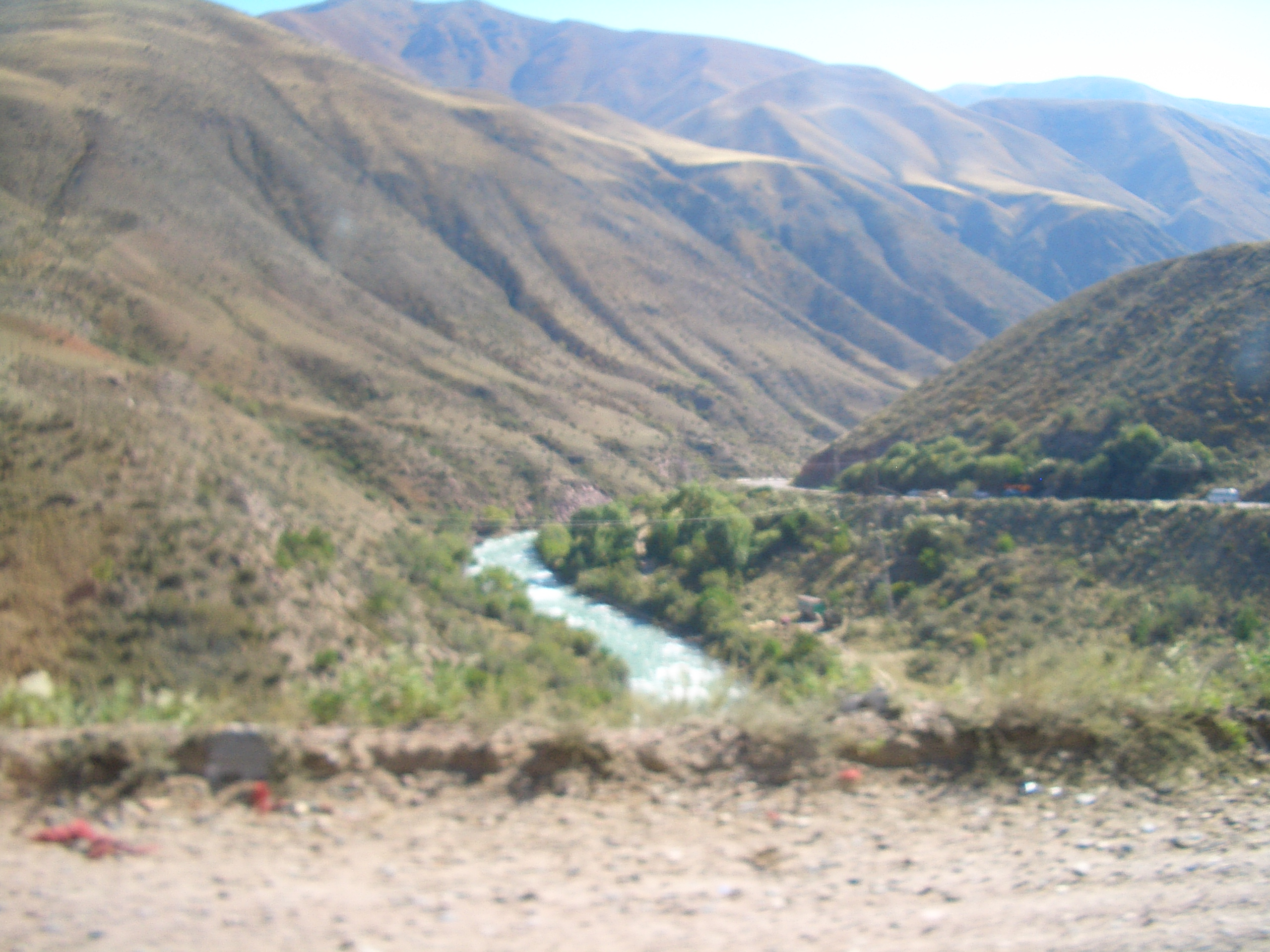
No Desfiladeiro de Boom
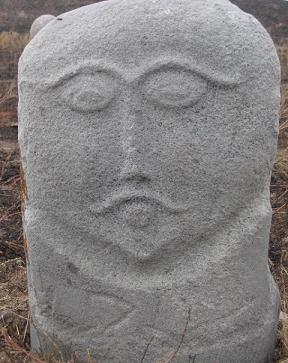
Um balbal medieval perto da Torre de Burana no vale do Chu
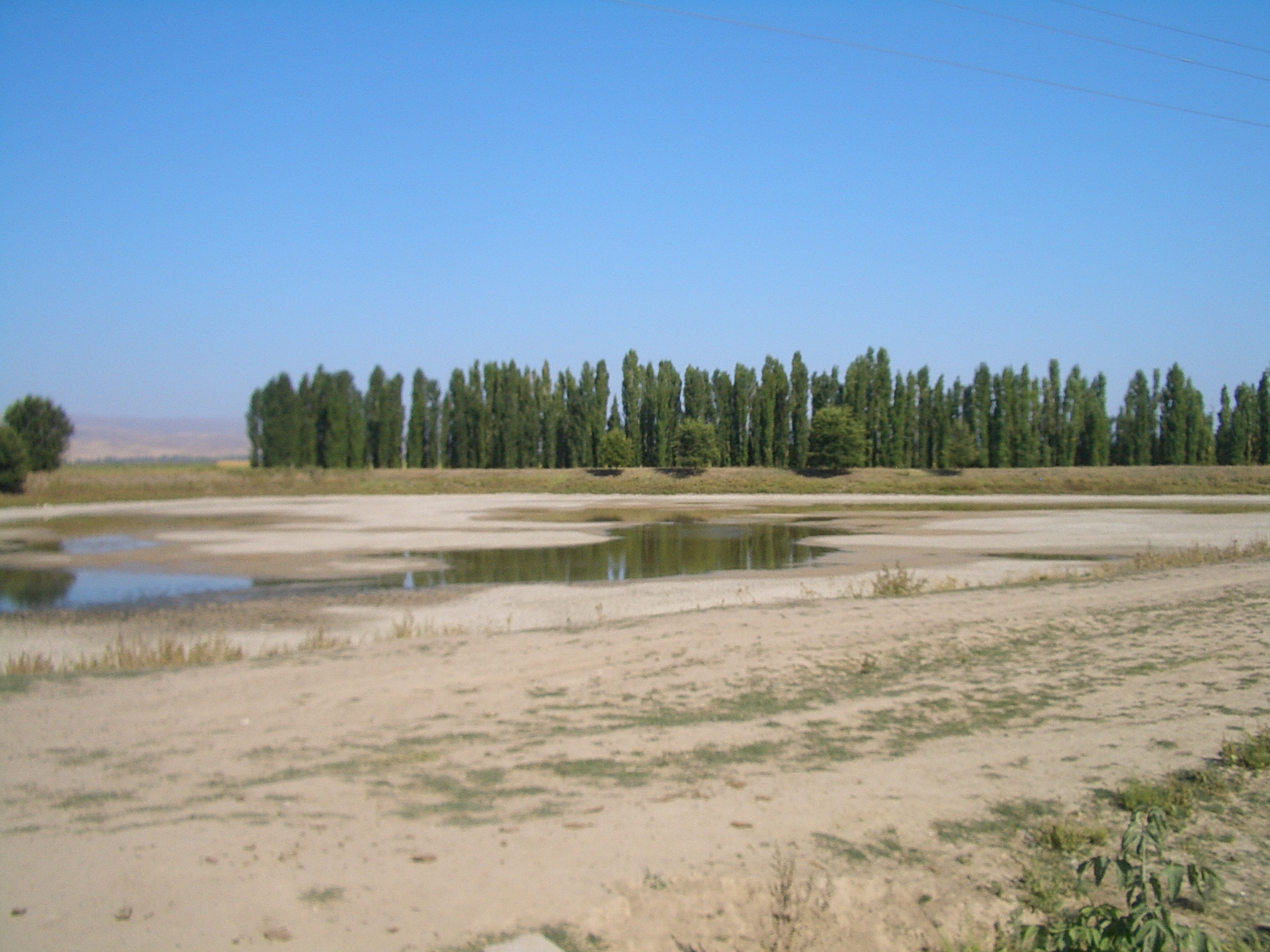
Vale do Chu perto de Milyanfan
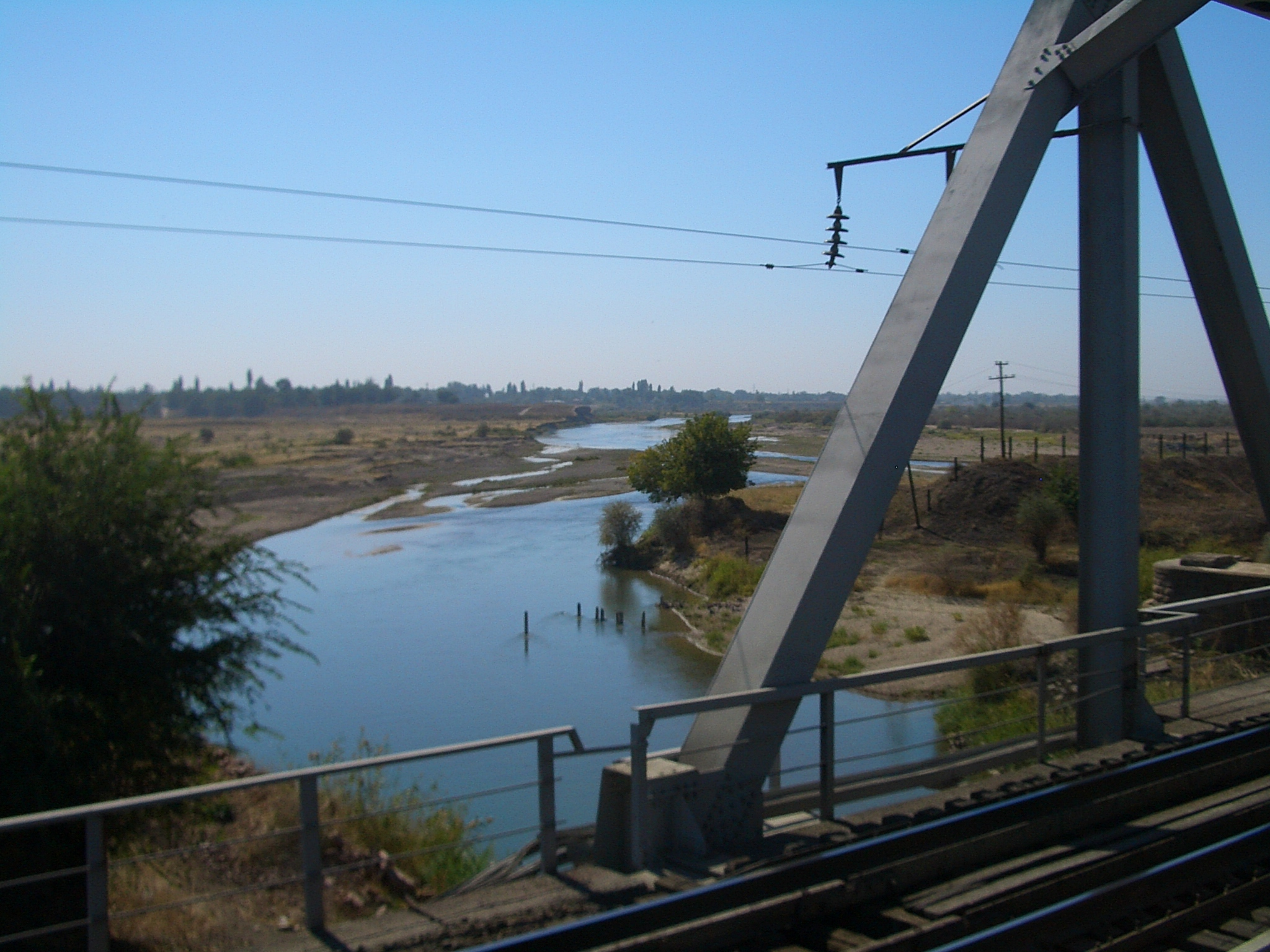
Perto de Shu, Cazaquistão